# 1540 в Україні

## Події
- заснована Томаківська Січ
- присланий Бернардом Претвичем невеликий загін козаків поблизу Вінниці стримував татар, що тільки увійшли на Поділля, здійснив швидкий 100 кілометровий марш до Очакова (розбив їх над Чапчаклеєм (Чичек, звідки привів полонених татарських жінок, дітей, в подяку за що королева Бона Сфорца (мав її протекцію) надала посаду старости у належному їй Барі.
- Черкаський і канівський намісник Андрій Глібович Пронський, староста Брацлавський і Вінницький Семен Глібович Пронський.
- За клопотанням біскупа князя Юрія Фальчевського король Сигізмунд І у зв'язку з розбудовою Торчина надав йому Магдебурзьке право і статус міста, дозволив проводити щотижневі базари і 3 ярмарки на рік.
- Ужгород захопили австрійські війська.

## Засновані, зведені
- Засновано місто Тернопіль
- Перша писемна згадка про село Галущинці (нині Підволочиського району Тернопільської області)
- Перша писемна згадка про село Терпилівка (нині Підволочиського району Тернопільської області)
- Старий замок (Тернопіль)
- Брани[1]
- Кам'яне (Рокитнівський район)
- Ружична
- Соколівка (Жашківський район)